# 王紘 (康熙進士)
王紘，字經千，號雲溪，山東省胶县（今山東省胶州市）人，清朝政治人物。

## 生平
康熙三十九年（1700年）庚辰科進士。雍正年間，任直隸清河道。雍正八年，升任江蘇按察使；同年改安徽按察使。雍正十年，任江西布政使；同年改浙江布政使。雍正十一年，任安徽巡撫。雍正十二年，任刑部左侍郎。乾隆二年，任禮部右侍郎、會試知貢舉、同年改工部左侍郎。